# AACTA Awards 2012
La 1ª edizione della cerimonia degli AACTA Award si è tenuta alla Sydney Opera House il 31 gennaio 2012. A condurre la serata è stato Geoffrey Rush. La cerimonia ha premiato i migliori film australiani usciti nel corso del 2011, e, in Australia, è stata trasmessa in diretta dal canale Nine Network.
Le nomination delle varie categorie sono state annunciate il 30 novembre 2011 al National Institute of Dramatic Art di Sydney.
La cerimonia è stata preceduta dall'AACTA Awards Luncheon il 15 gennaio 2012.

## Vincitori e candidati

### Lungometraggi

#### Miglior film
- Red Dog, regia di Kriv Stenders
- The Eye of the Storm, regia di Fred Schepisi
- The Hunter, regia di Daniel Nettheim
- Mad Bastards, regia di Brendan Fletcher
- Oranges and Sunshine, regia di Jim Loach
- Snowtown, regia di Justin Kurzel

#### Miglior regia
- Justin Kurzel - Snowtown
- Daniel Nettheim - The Hunter
- Fred Schepisi - The Eye of the Storm
- Kriv Stenders - Red Dog

#### Miglior attore protagonista
- Daniel Henshall - Snowtown
- Willem Dafoe - The Hunter
- Geoffrey Rush - The Eye of the Storm
- David Wenham - Oranges and Sunshine

#### Miglior attrice protagonista
- Judy Davis - The Eye of the Storm
- Frances O'Connor - The Hunter
- Charlotte Rampling - The Eye of the Storm
- Emily Watson - Oranges and Sunshine

#### Miglior attore non protagonista
- Hugo Weaving - Oranges and Sunshine
- John Gaden - The Eye of the Storm
- Sam Neill - The Hunter
- Robert Rabiah - Face to Face

#### Miglior attrice non protagonista
- Louise Harris - Snowtown
- Morgana Davies - The Hunter
- Helen Morse - The Eye of the Storm
- Alexandra Schepisi - The Eye of the Storm

#### Miglior sceneggiatura originale
- Leon Ford - Griff the Invisible
- Sean Byrne - The Loved Ones
- Brendan Fletcher, Dean Daley-Jones, Greg Tait e John Watson - Mad Bastards
- Patrick Hughes - Red Hill

#### Miglior sceneggiatura non originale
- Shaun Grant - Snowtown
- Alice Addison - The Hunter
- Judy Morris - The Eye of the Storm
- Daniel Taplitz - Red Dog

#### Miglior fotografia
- Robert Humphreys - The Hunter
- Adam Arkapaw - Snowtown
- Geoffrey Hall - Red Dog
- Geoffrey Simpson - Sleeping Beauty

#### Miglior montaggio
- Veronika Jenet - Snowtown
- Jill Bilcock - Red Dog
- Leanne Cole - Wasted on the Young
- Dany Cooper - Oranges and Sunshine

#### Miglior scenografia
- Melinda Doring - The Eye of the Storm
- Annie Beauchamp - Sleeping Beauty
- Ian Gracie - Red Dog
- Steven Jones-Evans - The Hunter

#### Migliori costumi
- Terry Ryan - The Eye of the Storm
- Shareen Beringer - Sleeping Beauty
- Cappi Ireland - Oranges and Sunshine
- Emily Seresin - The Hunter

#### Miglior colonna sonora
- Matteo Zingales, Michael Lira e Andrew Lancaster - The Hunter
- David Hirschfelder - Il regno di Ga'Hoole - La leggenda dei guardiani (Legend of the Guardians: The Owls of Ga'Hoole)
- Jed Kurzel - Snowtown
- Cezary Skubiszewski - Red Dog

#### Miglior sonoro
- Frank Lipson, Andrew Mcgrath, Des Kenneally, Michael Carden, John Simpson e Erin McKimm - Snowtown
- Phil Judd, Nick Emond e Johanna Emond - Mad Bastards
- Wayne Pashley, Derryn Pasquill, Polly McKinnon, Fabian Sanjurjo, Phil Heywood e Peter Smith - Il regno di Ga'Hoole - La leggenda dei guardiani (Legend of the Guardians: The Owls of Ga'Hoole)
- Sam Petty, David Lee, Robert Mackenzie, Les Fiddess, Tony Murtagh e Tom Heuzenroeder - The Hunter

#### Members' Choice Award
- Red Dog, regia di Kriv Stenders
- The Eye of the Storm, regia di Fred Schepisi
- The Hunter, regia di Daniel Nettheim
- Mad Bastards, regia di Brendan Fletcher
- Oranges and Sunshine, regia di Jim Loach
- Snowtown, regia di Justin Kurzel

### Televisione

#### Miglior serie drammatica
- East West 101 (SBS)
- Offspring (Network Ten)
- Rake (ABC1)
- Spirited (W)

#### Miglior serie commedia
- Laid (ABC1)
- At Home With Julia (ABC1)
- Twentysomething (ABC2)

#### Miglior mini-serie o film per la televisione
- The Slap, regia di Jessica Hobbs, Matthew Saville, Tony Ayres e Robert Connolly (ABC1)
- Cloudstreet, regia di Matthew Saville (Showcase)
- Paper Giants: The Birth of Cleo, regia di Daina Reid (ABC1)
- Sisters of War, regia di Brendan Maher (ABC1)